# Estenberg
Estenberg är en svensk obetitlad adelsätt, vars äldste kände stamfader är bonden Maths Philipsson i Kvarstads by i Tveta socken i Södermanland. Dennes sonson, Per Olofsson, tog namnet Estenberg vid nobiliseringen år 1719.

## Historia
Ättens historia erbjuder intressanta exempel på ståndscirkulation. Kännedomen om släktens äldre led vilar på noggranna anteckningar av den adlade stamfadern, vilka finnas i det stora Estenbergska släktarkivet, som omfattar handlingar till in på 1760-talet. Detta försåldes på bokauktion 1864 (ej 1866) och inköptes av översten friherre Rudolf Klinckowström för hans arkiv på Stavsund.

## Utvalda personer i släkten
1. Per Olofsson Estenberg, assessor vid Likvidationskommissionen. Gift 25 juli 1678 med Elsa (Elisabeth) Bengtsdotter.
  1. En son, född 1679-04-13, död 1679-04-13.
  2. Olof Estenberg (1680-1752), svensk arkivman, bror till Petrus Estenberg
  3. Hedvig, född 1682-10-15, död ogift 1720-03-01.
  4. Ebba, född 1684-08-18, död 1688-07-14.
  5. Petter (Petrus) Estenberg (1686-1740), svensk klassisk filolog, bror till Olof Estenberg och farfar till Pehr Estenberg
    1. Elsa Sara, född 1723-02-07 i Lund, död 1762-01-11 i Vånga socken, Kristianstads län. Gift med rusthållaren Jöns Persson i Vånga.
    2. Christina Regina, född 1724-08-12 i Lund, död i Lund 1725-04-25.
    3. Hedvig Beata, född 1725-11-12, död 1783-05-28 på Snälleröd. Gift 1756-01-15 med majoren i norsk tjänst Carl Gustaf von Kyle, död 1770-12-30.
    4. Carl Estenberg (1728-1815), hovrättsråd i Svea hovrätt, son till föregående
    5. Sara Regina, född 1729-06-05 i Jämshögs socken, Blekinge län, död 1804-08-26. Gift 1756-02-15 med bonden Bengt Jeppsson i Jämshög, död 1774-02-09.
    6. Gabriel, född 1732-02-21 i Jämshögs socken. Fältkamrerare i Pommern. Död ogift 1759-09-03.
    7. Christina, född 1733-05-23 i Jämshögs socken, död 1803-11-09 på frälsehemmanet Ryd i Agunnaryds socken, Kronobergs län. Gift 1763-09-00 med teol. professorn i Köpenhamn, Christian Langemach Leth, död 1764-08-18.
    8. Fredrika, född tvilling 1736-08-31 i Jämshögs socken, död 1800-01-08. Gift 1772-02-23 med vice kronofogden Johannes Dahlman, sedan Löcke.
    9. Ulrika, född tvilling 1736-08-31 i Jämshögs socken. Gift 1763-10-25 med fänriken vid Västgötadals regemente Jakob Ludvig Chorman, född 1729-01-05, död 1805-07-05.
      1. Pehr Estenberg (1772-1848), arkitekt och professor.
        1. Carl Christian Estenberg (1807-1868). Känd som förebild till prästen Karl Artur Ekenstedt i Selma Lagerlöfs roman om Charlotte Löwensköld. Gift 1840 med Kerstin Larsdotter, dotter till Lars Matsson Näsvis och Anna Persdotter. År 1864 hade han på bokauktion i Stockholm försålt familjearkivet, se ovan.
          1. Christian, född 1841-07-20. Folkskollärarexamen. Lärare vid folkskolan i Älvdalens socken, Kopparbergs län 1872. Död Älvdalens socken, Kopparbergs län 1879-10-10. Gift 1866-06-17 i Älvdalens socken med Grund Anna Andersdotter, född 1846-05-11 i Väsa i Älvdalens socken, dotter av hemmansägaren Grund Anders Ersson och Anna Mattsdotter.
            1. Carl Fredrik, född 1868-12-16 i Väsa. Hemmansägare i Väsa. Gift i Väsa 1891-07-26 med Svens Margit Andersdotter, född 1869-11-16 i Väsa, dotter av hemmansägaren Sven Anders Ersson och Grund Anna Ersdotter.
              1. Karl Edmund, född 1891-07-06 i Väsa i Älvdalens församling Kopparbergs län (enligt pastor i Älvdalen). Lantbrukare, huvudman för släkten i Älvdalen. Gift 1932-06-04 i Älvdalens förs, Kopparbergs län med Maria Kristina Alm, född 1908-01-04 i Älvdalens förs, Kopparbergs län. Dotter av jordbrukaren, före detta soldaten Anders Svensson Alm o Margit Andersdotter.
                1. Karl Rikard Estenberg, släktens huvudman i Garberg, och en av 545 huvudmän för adeln i Sverige. [3]
                  1. Karl Erik Mikael Estenberg, huvudman för släkten i Älvdalen. Född 1964-03-30.

  6. Carl, född 1688-05-06, död 1688-05-10.
  7. Ebba, född 1689-08-27, död 1689-08-27.
  8. En dotter, dödfödd 1692-04-00.

## Övrigt
Liljorna i Jämshögs landskommuns vapen är hämtade från ätten Estenbergs vapen,  professor Petrus Estenberg var fordom prost i Jämshög.